# タシュケント鉄道輸送技術者研究所
タシュケント鉄道輸送技術者研究所（英語: Tashkent Institute of Railway Transport Engineers、ウズベク語: Toshkent Temir Yoʻl Muhandislari Instituti、略称: TTYMI）はウズベキスタンのタシュケントにある研究所である。TTYMIではウズベキスタンの鉄道輸送に関する研究、及び高等教育を行なっている。

## 歴史
TTYMIは1931年に設立された。1937年までは中央アジア鉄道技術者研究所と呼ばれていた。1976年、アルマトイ（当時の名称はアルマ・アタ）研究所の分館（ソビエト連邦崩壊後はカザフスタン輸送通信アカデミーと改称された）が作成され、その後現在の名称になった。

## 部門
- 電気機械技術部門
- 輸送・制御部門 (ASUP)
- 経済部門
- 建設部門